# شمس‌الدین پهلوان
مولوی شمس‌الدین پهلوان (زادهٔ ح. 1968) سیاستمدار و عالم اهل افغانستان است. وی از ۴ اکتبر ۲۰۲۱ به حیث معین سرپرست زراعت افغانستان مشغول به کار است. وی همچنین در میان سالهای ۱۹۹۶–۲۰۰۱ والی میدان وردک بود.